# Majid ben Mohammed Al Maktoum
Pour les articles homonymes, voir Al Maktoum (homonymie).
 (janvier 2015).
 (janvier 2015).
Si vous disposez d'ouvrages ou d'articles de référence ou si vous connaissez des sites web de qualité traitant du thème abordé ici, merci de compléter l'article en donnant les références utiles à sa vérifiabilité et en les liant à la section « Notes et références ».
Majid bin Mohammed bin Rashid Al Maktoum (en arabe : ماجد محمد بن راشد آل مكتوم ), né le 16 octobre 1987 à Dubaï, est le cinquième fils du cheikh Mohammed ben Rachid Al Maktoum, Premier ministre de Émirats arabes unis et émir de Dubaï.
Il actuellement le président de la Culture & Arts Authority of Dubaï

## Biographie
Majid a commencé ses études à Dubaï où il est diplômé de l'école Rashid de Dubaï en 2005. Dès son plus jeune âge, il a été formé pour être un homme d'affaires et un prince Dubaïote. il rejoint l'Académie royale militaire de Sandhurst au Royaume-Uni. Il a été honoré avec le Sword of Honour sur son diplôme de la Royal Military Academy de Sandhurst en 2007. 
Majid a également étudié le droit politique et économique à la London School of Economics en Angleterre à Londres. Il a également participé à une série d'opérations dans des camps militaires avant de s'inscrire à l'Académie de police de Dubaï où il a étudié la gestion des crises de sécurité.  Il est diplômé de l'Académie de police de Dubaï le 18 novembre de 2009.

## Vie privée et fortune
Majid est le cinquième fils de Mohammed bin Rachid Al Maktoum, le vice-président, premier ministre des Émirats arabes unis et émir de Dubaï et algérien par sa mère Houria Ahmed Al M'aach. 
Sheikh Majid appartient à la famille princière des Al Maktoum, la famille régnant sur l'émirat de Dubaï. La valeur nette de la fortune de la famille Al Maktoum est estimé à plus de 20 milliards de dollars. Selon Forbes, elle est la cinquième famille royale plus riche du monde.
Il est marié depuis 2014 et a 4 enfants 